# 대한민국 민사소송법 제69조
대한민국 민사소송법 제69조는 필수적 공동소송에 대한 특별규정에 대한 민사소송법조문이다.

## 조문
제69조(필수적 공동소송에 대한 특별규정) 제67조제1항의 공동소송인 가운데 한 사람이 상소를 제기한 경우에 다른 공동소송인이 그 상소심에서 하는 소송행위에는 제56조제1항의 규정을 준용한다.

## 참조조문
제67조(필수적 공동소송에 대한 특별규정)  ① 소송목적이 공동소송인 모두에게 합일적으로 확정되어야 할 공동소송의 경우에 공동소송인 가운데 한 사람의 소송행위는 모두의 이익을 위하여서만 효력을 가진다.

제56조(법정대리인의 소송행위에 대한 특별규정) ① 법정대리인이 상대방의 소제기 또는 상소에 관하여 소송행위를 하는 경우에는 친족회로부터 특별한 권한을 받을 필요가 없다.

## 해설
소송목적이 공동소송인 모두에게 합일적으로 확정되어야 할 공동소송의 공동소송인 가운데 한 사람이 상소를 제기한 경우에 다른 공동소송인이 그 상소심에서 하는 소송행위에는 친족회(민법상 행위무능력자를 보호하고 그에 관한 중요한 사항을 의결하기 위하여 친족 등으로 구성한 합의기관)로부터 특별한 권한을 받을 필요가 없다는 의미이다.

## 참고 문헌
- 조상희, 『법학전문대학원 민사소송법 기본강의』. 한국학술정보(주), 2009. ISBN 978895323077
- 이동률, 민사소송의 당사자론, 삼우사, 2007. ISBN 9788991083189